# Rexhep Mitrovica
Rexhep bej Mitrovica (15. ledna 1888 Kosovska Mitrovica – 21. května 1967 Istanbul) byl albánský politik, antikomunista a stoupenec koncepce Velké Albánie.
Narodil se v Kosovu v rodině zámožných latifundistů. Studoval ve Skopji a Istanbulu, pracoval jako novinář a pedagog. V roce 1912 byl jedním ze signatářů prohlášení albánské nezávislosti. Za první světové války pobýval ve Vídni, zúčastnil se Pařížské mírové konference a v roce 1921 protestoval proti připojení Kosova ke Království Srbů, Chorvatů a Slovinců. Byl poslancem albánského parlamentu a ministrem školství, v roce 1926 byl za účast na pokusu o svržení prezidenta Ahmeta Zogu uvězněn a po omilostnění pobýval v emigraci až do vypuknutí druhé světové války.
V roce 1942 se přidal k nacionalistické organizaci Balli Kombëtar. Patřil k zakladatelům Druhé prizrenské ligy, jejímž programem bylo sjednocení Kosova s Albánií.
S německou podporou byl 4. listopadu 1943 jmenován předsedou vlády Albánského království, 16. července 1944 odstoupil ze zdravotních důvodů. Po nástupu komunistů k moci v listopadu 1944 uprchl ze země, žil v Itálii a Turecku, kde působil ve vedení exulantské organizace.